# الخروب، الجزایر
الخروب (به عربی: الخروب) شهری در استان قسطنطنیه واقع در کشور الجزایر است که در سال ۱۹۹۸ میلادی ۶۵٫۳۴۴ نفر جمعیت داشته و جمعیت آن در سال ۲۰۰۵ میلادی به ۱۰۳٫۹۹۵ نفر رسیده‌است.